# قاش‌چنگ
قاش‌چنگ  یا همان قاشق چنگالی از ظروف یا ابزار ترکیبی غذا خوردن است که توسط فردی به نام ویلیام مک‌آرتور ابداع شده‌است.
قاش‌چنگ که ترکیب دو واژه قاشق و چنگال است، قاشقی است که سر گودی آن شبیه چنگال بوده و به همین منظور می‌توان از این ابزار هم به عنوان قاشق و هم به عنوان چنگال استفاده کرد.

## شکل
قاش‌چنگ معمولاً دارای شکل چنگال با قاشق در وسط و لبه‌های صاف بر روی یک یا هر دو طرف مناسب برای برش از طریق مواد غذایی نرم. البته می‌تواند دارای ترکیب از چاقو هم باشد.

## نام
نام آن واژه‌ای مرکب از دو واژه مشابه به آن از ظروف دیگر است:
- قاقو (spife) - ترکیب یک قاشق و چاقو
- قاش‌چنگ (spork) - ترکیب یک قاشق و چنگال
- چنکارد (knork) - ترکیب چنگال و کارد